# 雨のエトランゼ
『雨のエトランゼ』（Un Beau Monstre）は、1971年のフランス映画。 
ドミニク・ファーブルの小説『美しい野獣』（原題同じ）をセルジオ・ゴッビが映画化した。1組の男女の不毛で破滅的な愛を描く佳作。ヘルムート・バーガーとヴィルナ・リージが破滅に向かう男女を演じる。

## スタッフ
- 監督・脚本： セルジオ・ゴッビ
- 原作：ドミニク・ファーブル
- 脚本：ジョルジュ・タベ、アンドレ・タベ
- 撮影： グニエル・ディオ
- 音楽： ジョルジュ・ガルヴァランツ

## キャスト
- アラン・ルボン：ヘルムート・バーガー（フランス語吹替:ロジェ・コジオ　日本語吹替:野沢那智）
- ナタリー：ヴィルナ・リージ
- ルロウ：シャルル・アズナヴール
- ジャクリーヌ：フランソワーズ・ブリオン
- シルヴィ：エディット・スコブ
- ディノ：アラン・ヌーリー
  - 吹き替え放映

1回目：1979年1月30日(火) TBS 『ミッドナイト洋画劇場』
2回目：1988年4月2日(土) テレビ朝日 『ウィークエンドシアター』[注釈 1]